# Phare de Mucuripe (1958)
Le phare de Mucuripe (en portugais : Farol do Mucuripe) de 1958, situé à Fortaleza, capitale de l'État de Ceará - (Brésil). Il a remplacé le vieux phare de 1846.
Ce phare est la propriété de la Marine brésilienne et il est géré par le Centro de Sinalização Náutica e Reparos Almirante Moraes Rego (CAMR) au sein de la Direction de l'Hydrographie et de la Navigation (DHN).

## Historique
Le premier phare de Mucuripe a été construit entre 1840 et 1846. De style baroque, c'est l'un des plus anciens bâtiments de Fortaleza, édifié en hommage à la princesse Isabel. Il a fonctionné jusqu'en 1957. Il fut réactivé en 1982 et dans la même année, est devenu un musée du phare. Il a été déclaré Patrimoine historique national, et classé par l'Institut national du patrimoine artistique et historique (IPHAN).
Le second phare de Mucuripe (Farol Novo) a été mis en service en 1958. Pour accroître sa portée, il a été érigé sur la plus haute colline de Fortaliza, à environ 500 mètres du premier et à environ 2.5 km au sud du port, dans le quartier de Mucuripe. C'est une tour ronde en maçonnerie, avec quatre arêtes de 22 m de haut, avec galerie et lanterne, attachée à un petit local technique. La tour est peinte en blanc avec trois bandes horizontales noires et la lanterne est blanche. Il a été électrifié en 1964 et a aussi reçu un nouveau système optique dioptrique de 3e ordre qui lui donne sa caractéristique actuelle de deux éclats blancs, toutes les dix secondes, d'une portée maximale de 80 km.
Un troisième phare a été mis en service le 18 septembre  2017, juste à côté de lui.
Identifiant : ARLHS : BRA261 ; BR0936 - Amirauté : G0122 - NGA : 17768.
|                        |
| Le vieux phare de 1846 |